# Janomyśl
Janomyśl (ukr. Іваномисль) – wieś na Ukrainie w rejonie koszyrskim obwodu wołyńskiego.